# FH70
FH70 — це 155-мм причіпна саморухома гаубиця, яка перебуває на озброєнні з 1970-х.

## Історія
У 1963 НАТО узгодила документ «Основні військові вимоги НАТО 39» щодо артилерії близької підтримки, як причіпної, так і гусеничної. Послідовно Німеччина та Велика Британія розпочали обговорення та дослідження конструкції та в 1968 році встановили узгоджені експлуатаційні характеристики для причіпної 155 мм гармати близької підтримки. Італія приєдналася до угоди в 1970 році.
Основними вимогами були:
- знімний допоміжний блок живлення (APU)
- дальність — звичайним снарядом — 24 км, активно-реактивним — 30 км
- можливість серії 3 пострілів за 15 — 20 секунд, 6 пострілів на хвилину протягом короткого періоду, 2 постріли на хвилину у тривалому режимі
- мати можливість стріляти всіма 155 мм боєприпасами, які є на озброєнні НАТО, а також новим асортиментом боєприпасів.

FH70 розроблялась для заміни 155-мм гаубиці M114 та спорядженні батальйонів загальної підтримки в німецьких полках дивізійної артилерії, а також для оснащення полків підтримки Великої Британії (для заміни 5,5-дюймової гармати). Вона фактично була використовувана регулярними полками Великої Британії для безпосередньої підтримки піхотних бригад до закінчення холодної війни, та замінила легку гаубицю L118 у двох полках Територіальної Армії у 1992—1999 рр.

## Опис
FH70 має кілька цікавих функцій, зокрема:
- Клиновий затвор, який забезпечує обтурацію та утримує капсуль
- бортовий двигун Volkswagen об'ємом 1700 куб.см для живлення гідравліки та допомоги при приведення в бойовий стан та виведення з нього (з ручним дублюванням), а також для самостійного переміщення гаубиці на швидкості до 16 км/год без буксирування артилерійським тягачем
- електронне відображення даних стрільби, що бере дані зі звичайних прицілів по азимуту та висоті.

Ствол має довжину 39 калібрів, що дає стандартну максимальну початкову швидкість 827 м/с. Він має дулове гальмо, що дає 32 % ККД.
Інші звичайні особливості включають розвідні станини і поворотну опорну плиту. Спочатку гаубиця мала механізоване зарядження, але далі вперше отримала швидке досилання снаряда. Згідно з багаторічною практикою Великої Британії, у ній використовується одноосібне наведення. Все це означає, що гарматою може керувати мінімальна обслуга у складі всього 4 чоловік (командир, навідник і 2 заряджаючих). Скорострільність серією становить 3 постріли за 15 секунд. Він також оснащений телескопом прямого вогню.
Був ряд недоліків конструкції, які стали очевидними при експлуатації. Гаубицю було введено в експлуатацію у Великій Британії у 1980 році. Стало зрозуміло, що існують значні труднощі з системою подачі боєприпасів в неідеальних умовах, тому були розроблені процедури для вирішення цих проблем. В 1987 році було модифіковано кріплення для буксирування гаубиці для рішення проблеми слабкості конструкції. Також виникали проблеми з приводом на ДСУ Flat-4 VW, і гідравлічна система завжди була вразливою до очевидних проблем, викликаних зовнішнім неброньованим корпусом у бойових умовах. Крім того, корпус поворотного прицілу був уразливим до пошкоджень.

## Боєприпаси
Нові снаряди відповідають чотиристоронній балістичній угоді між США, Великою Британією, Німеччиною та Італією. По суті, це означає що снаряд має таку ж форму та розміри, що й американський активно-реактивний снаряд M549. Стандартний фугасний снаряд (французького виробника L15) вагою 43,5 кг має тонкі стінки і містить 11,3 кг ВР. Це є найбільшою вагою вибухових речовин для стандартного 155-мм снаряду.
Найбільш вживаними снарядами для FH-70 є:
- осколково-фугасні снаряди: М107 НЕ, M795, LU 211 Series, OFD MKM (HE-HB) Series
- димові та хімічні снаряди: М110, М110Е1, M110A1, (M110E2) M110A2, (M110E3), М116 WP SMOKE, LU214, М825, М825А1, М110, H/HD, H GAS,
- касетні снаряди: М864, М483А1 (DPICM), М449
- снаряди дистанційного мінування: М718, М718А1, М741, М692, М731
- освітлювальні снаряди: М118 SERIES, М485, М484А1, М485А2, LU 216 ILLUM IR — освітлювальний снаряд інфрачервоного діапазону
- активно-реактивні снаряди: М549, М549А1 — Rocket

Ця гаубиця також може використовувати снаряди великої дальності, такі як реактивний снаряд M549A1 армії США і снаряд з донним газогенератором RB30, обидва мають дальність 30 км. Високоточний снаряд з лазерним наведенням M712 Copperhead армії США також сумісний з FH-70.
Порохові (метальні) заряди стандартні для всіх систем НАТО калібру 155 мм
Кожна країна розробила власні запали та заряди. Збройні сили Великої Британії використовують контейнер Unit Load Container з 17 повними снарядами, включаючи снаряди з встановленими запалами — новинка для 155 мм снаряда.
Порохові заряди запалюються ударними капсулями, і FH-70 автоматично перезаряджає замок капсулем з магазина, що містить 10 праймерів щоразу, коли відкривається затвор.
Також можна стріляти 155-мм боєприпасами стандартного зразка США, хоча, через різницю в розмірі, американські капсулі виявилися проблематичними для зарядження капсульного магазина.

## Бойове застосування

### Російсько-українська війна
Наприкінці травня 2022 року стало відомо, що гаубиці FH70 уже передані в бойові українські артилерійські підрозділи та працюють по російських окупантах.

## Оператори

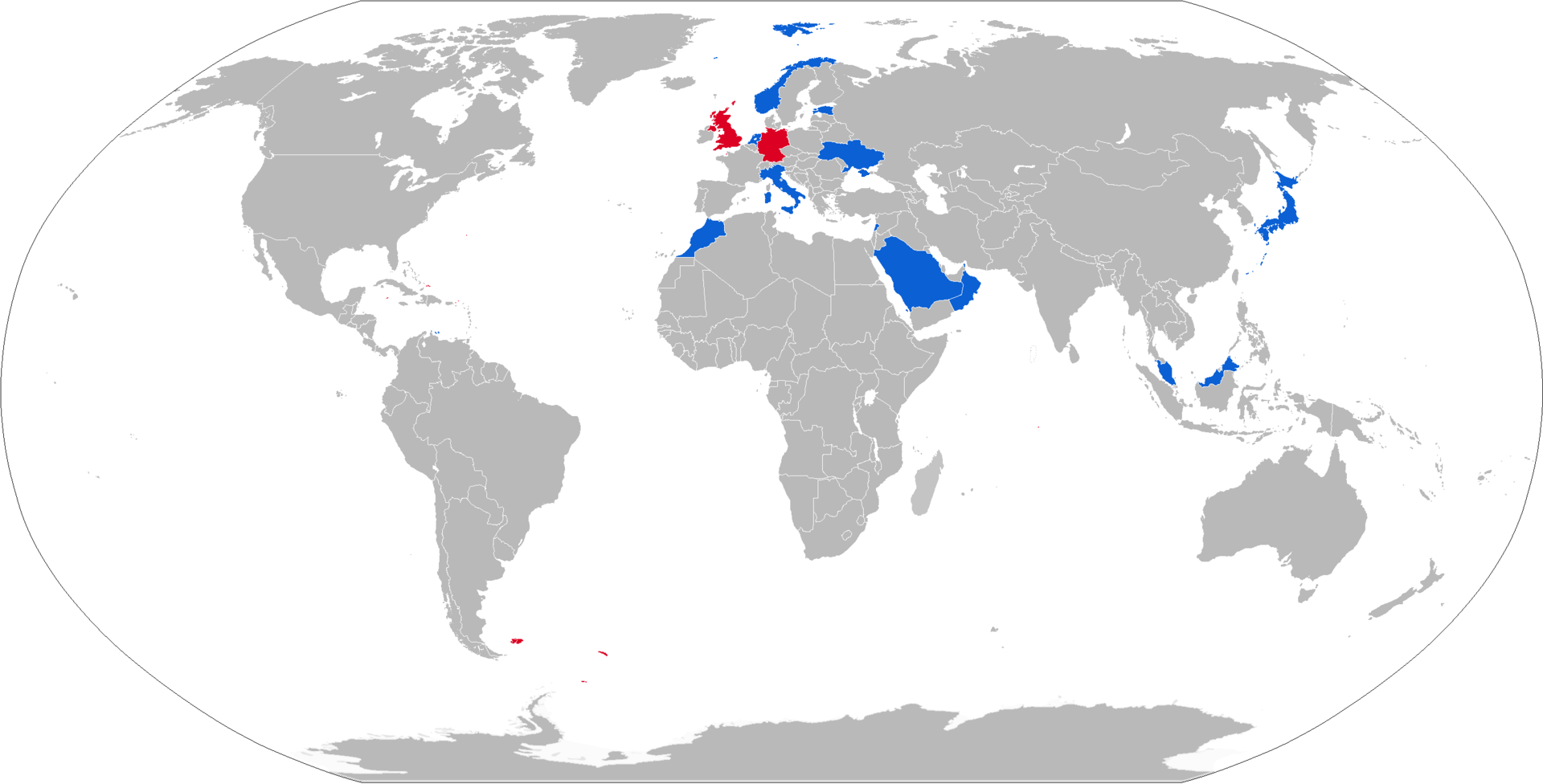
Користувачі FH70 (блакитні — дійсні, червоні — колишні)

Поточні
- Італія — 90 на службі із 162 замовлених
- Японія — 480 побудованих за ліцензією з боєприпасом Japan Steel Works.
- Ліван — невідома кількість.
- Марокко — 30
- Нідерланди — 15 в резерві військового часу
- Оман — 12
- Саудівська Аравія — 72
- Україна — невідома кількість від Італії[3][4] та 24 від Естонії[5].

Колишні
- Естонія — 24, усі передані Україні як військова допомога[5].

### Україна
У середині травня стало відомо, що італійський уряд погодив передачу Україні 155-мм гаубиць FH70. Водночас 26 травня 2022 року оперативне командування «Захід» повідомило, що ці гаубиці вже в руках Збройних Сил України та нищать росіян — і невдовзі опублікувало детальне відео з роботою розрахунку цих гаубиць в Україні.
Низка зовнішніх ознак, а також застосування вантажівки MAN Kat 1 6×6 дало підстави вважати, що окрім Італії дані гаубиці були передані Україні від Естонії. Згодом з'явились свідчення й про використання саме італійських, разом із машинами Iveco Astra SM 66.40.
У січні 2023 Естонія заявила, що передасть Україні усі свої гаубиці, яких у неї на той час було 24 одиниці.

## Галерея

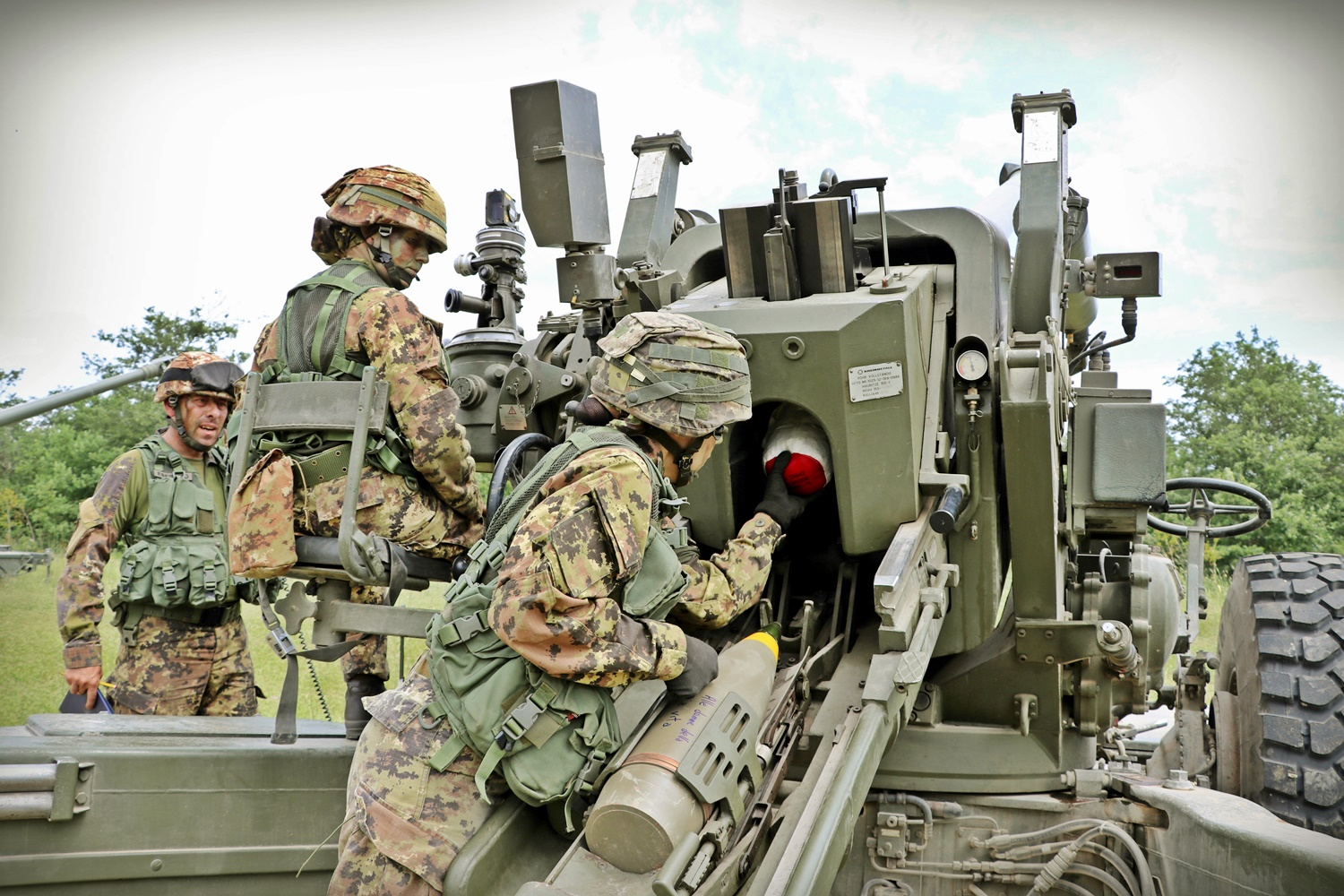
Артилеристи 1-го полку польової артилерії італійської армії заряджають гаубицю FH70
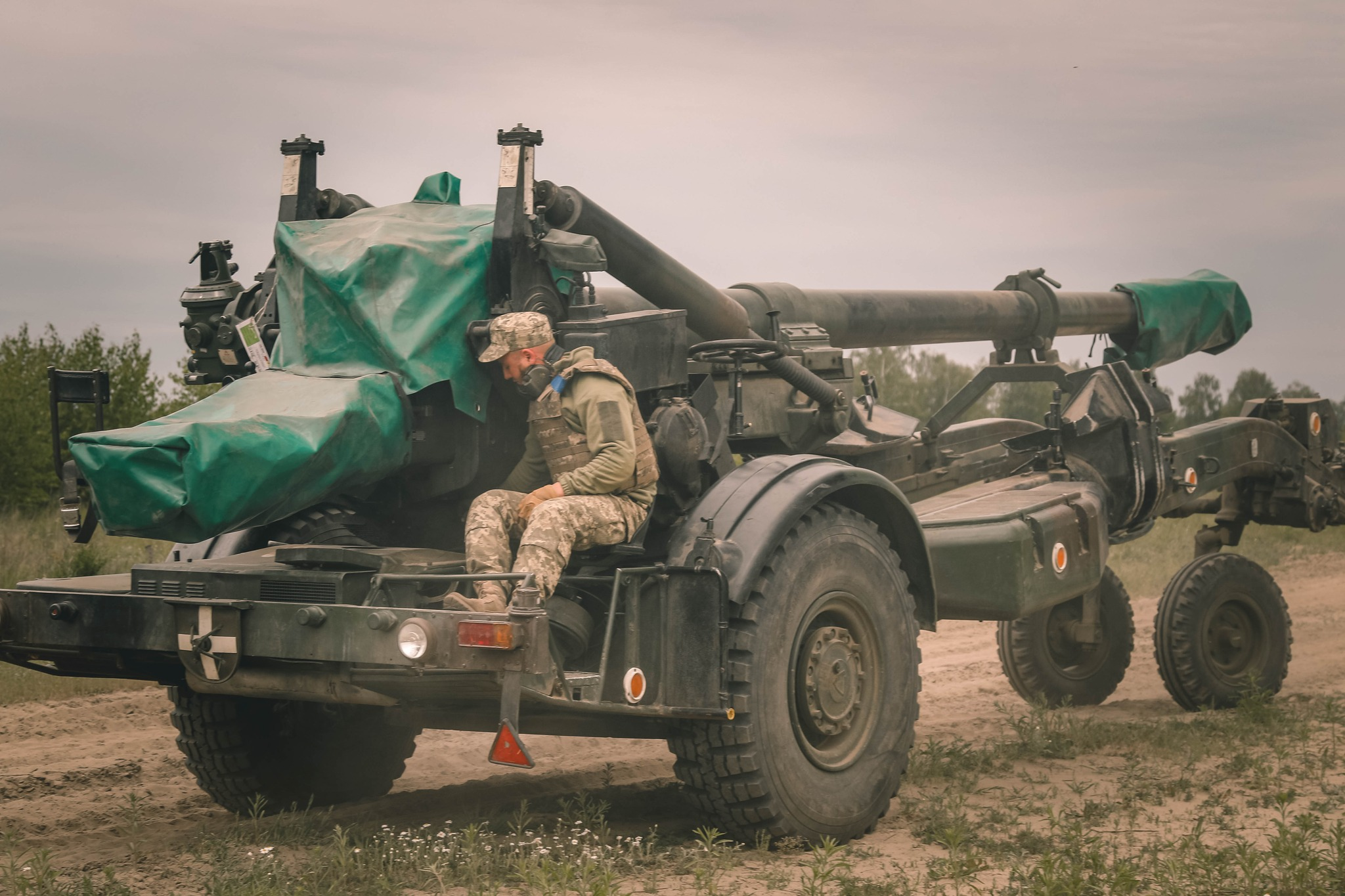
Рух гармати своїм ходом
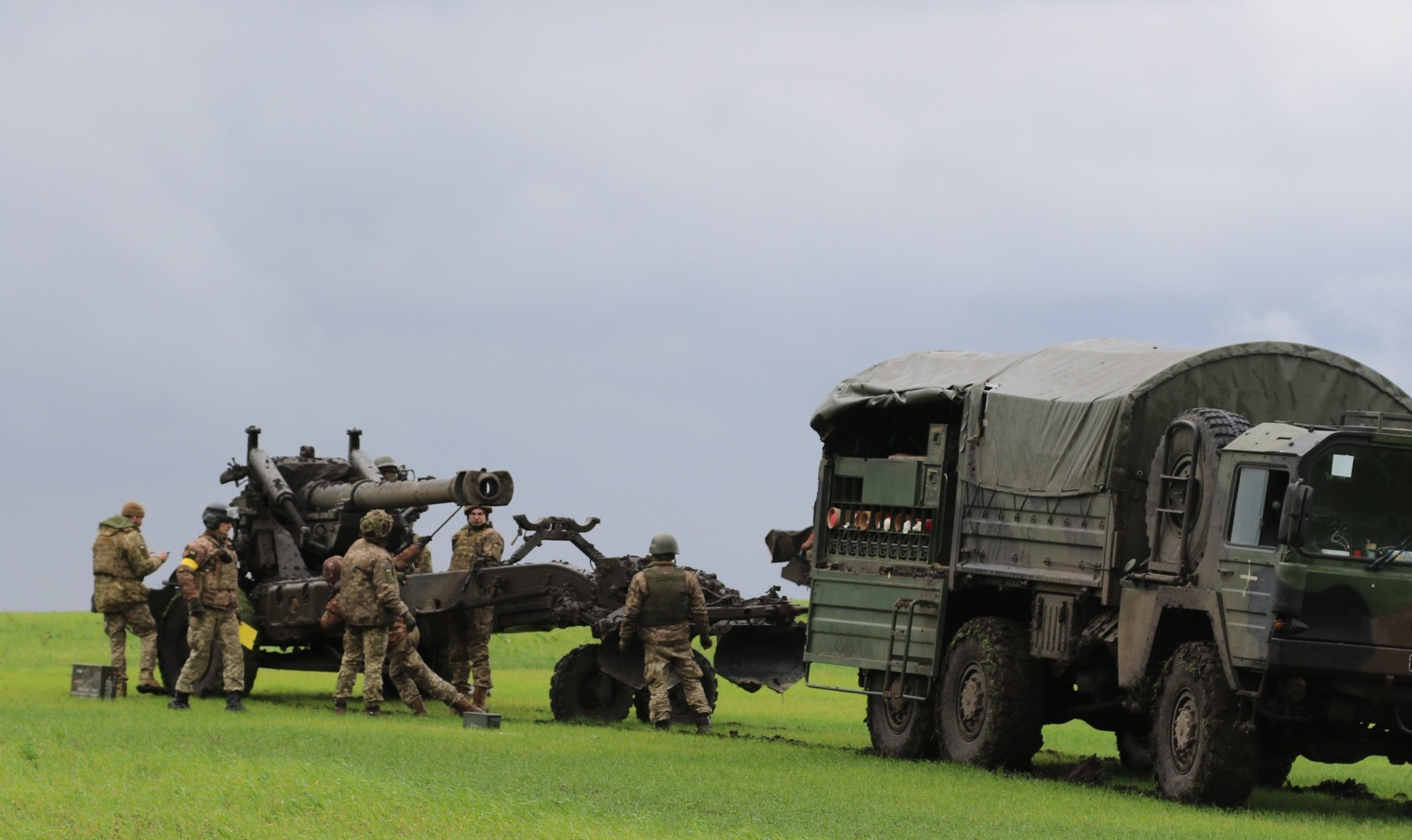
Разом з тягачем MAN GL на службі 44 ОАБр ім. Данила Апостола
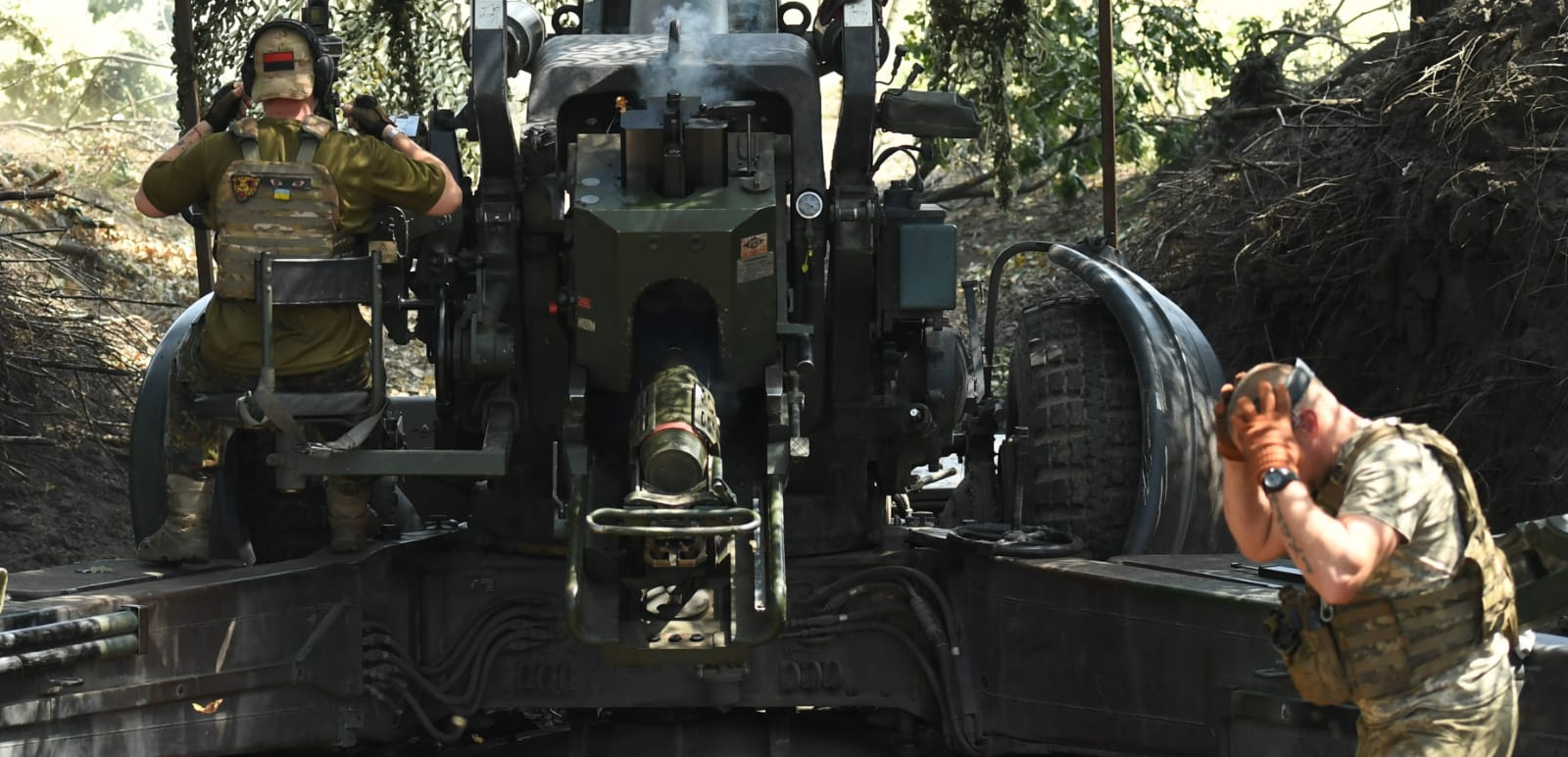
FH70 - Лиман, травень 2023
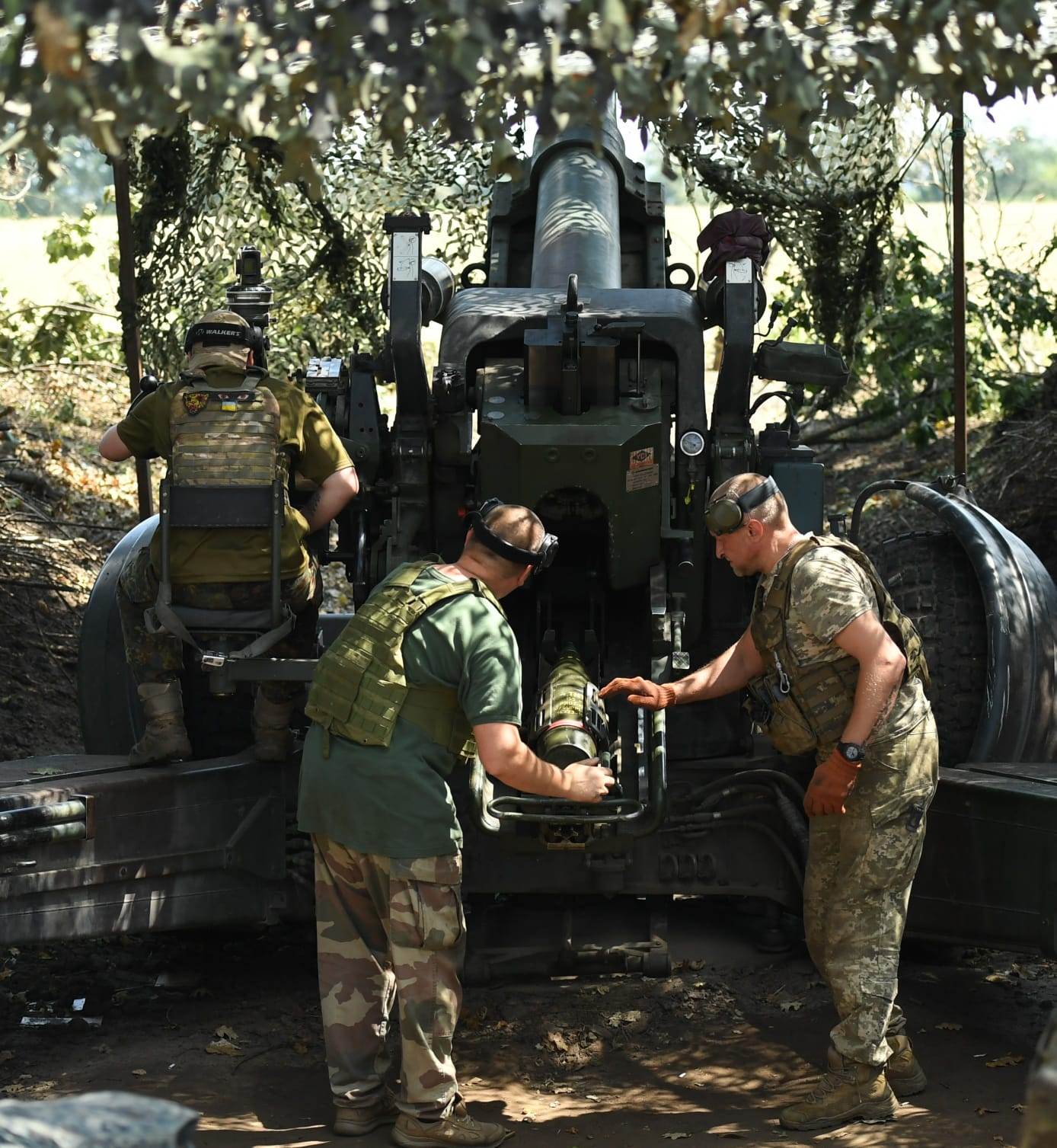
FH70 в війні проти російського окупанта
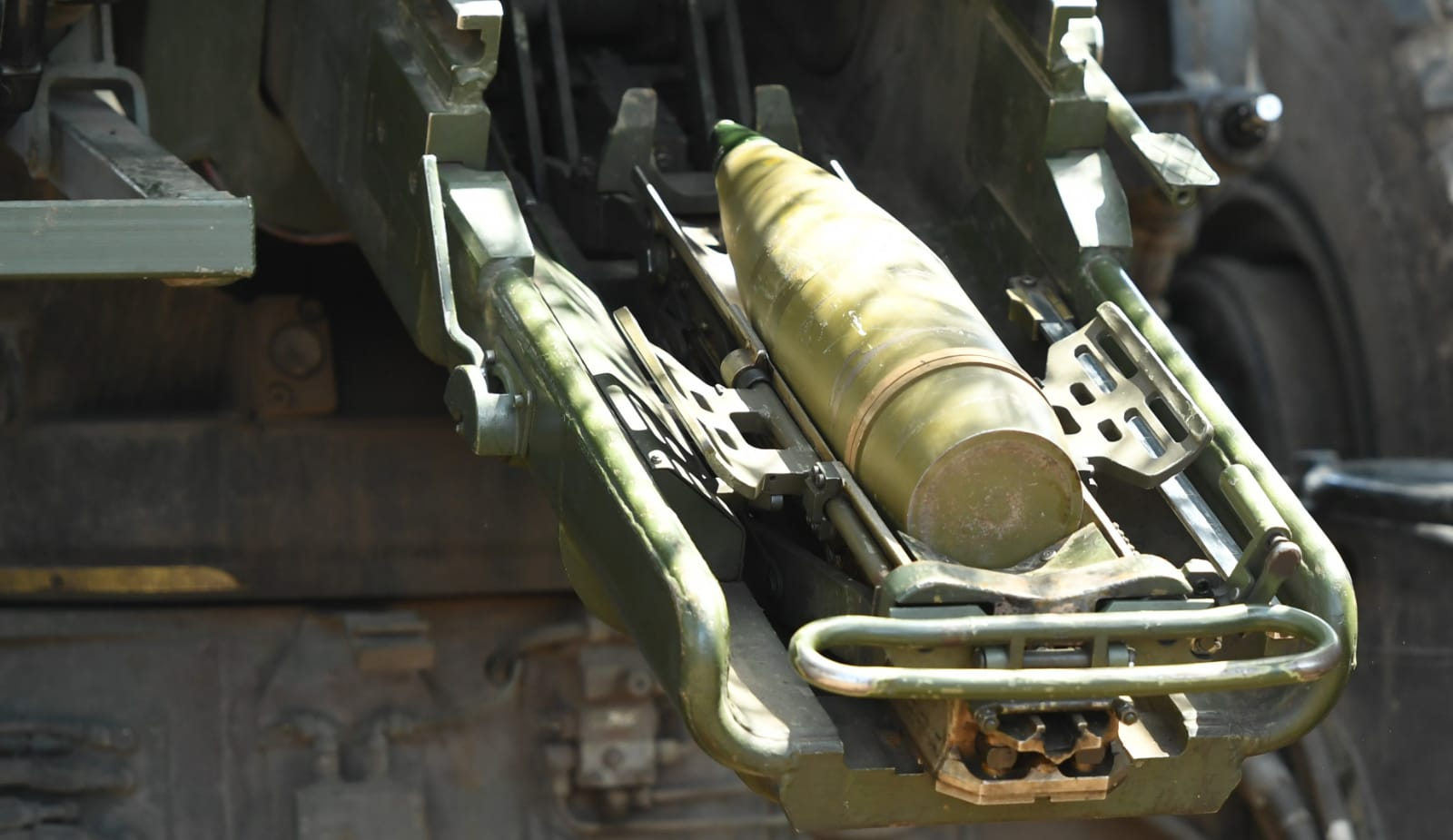
Снаряд М107 на лотку FH70